# Phyllidia carlsonhoffi
Phyllidia carlsonhoffi Brunckhorst, 1993 è un mollusco nudibranchio appartenente alla famiglia Phyllidiidae.

## Distribuzione e habitat
Oceano Pacifico occidentale, in particolare Micronesia, Papua Nuova Guinea e Isole Figi.